# Відкритий чемпіонат Франції з тенісу 1973
Відкритий чемпіонат Франції з тенісу 1973  — тенісний турнір, що проходив на відкритих ґрунтових кортах Стад-Ролан-Гаррос у Парижі з 21 травня по 3 червня 1973 року. Це був 77 Відкритий чемпіонат Франції та другий турнір Великого шолома в календарному році. 

## Огляд подій та досягнень
Іліє Настасе виграв свій другий титул Великого шолома в одиночному розряді й перший титул Ролан-Гарросу, не програвши жодного сету. 
Маргарет Корт здобула 23-й титул Великого шолома й уп'яте стала чемпіонкою Франції. 
Джон Ньюкомб виграв 14-ий парний титул Великого шолома (3-й у Франції), його партнер, Том Оккер, став чемпіоном турніру Великого шолома в парному розряді чоловіків уперше, і це був єдиний раз, коли він тріумфував на кортах Ролан-Гарросу.
У змаганні жіночих пар Маргарет Корт виграла 17-й мейждор (8-ий у Відкриту еру) й четвертий (останній) чемпіонат Франції. Її партнерка, Вірджинія Вейд здобула другий парний титул Великого шолома й свою єдину парну перемогу в Парижі.
У міксті Франсуаз Дюрр здобула свій третій титул Великого шолома і третій (останній) раз перемогла в Франції. Для її партнера Жана-Клода Баркле це теж була третя й остання перемога на Ролан-Гарросі.

## Результати фінальних матчів

### Дорослі
| Одиночний розряд. Чоловіки Докладніше |                             |                         |
| Іліє Настасе                          | Нікола Пилич                | 6–3, 6–3, 6–0           |
|                                       |                             |                         |
| Одиночний розряд. Жінки Докладніше    |                             |                         |
| Маргарет Корт                         | Кріс Еверт                  | 6–7, 7–6, 6–4           |
|                                       |                             |                         |
| Парний розряд. Чоловіки Докладніше    |                             |                         |
| Джон Ньюкомб Том Оккер                | Джиммі Коннорс Іліє Настасе | 6–1, 3–6, 6–3, 5–7, 6–4 |
|                                       |                             |                         |
| Парний розряд. Жінки Докладніше       |                             |                         |
| Маргарет Корт Вірджинія Вейд          | Франсуаз Дюрр Бетті Стеве   | 6–2, 6–3                |
|                                       |                             |                         |
| Мікст Докладніше                      |                             |                         |
| Франсуаз Дюрр Жан-Клод Баркле         | Бетті Стеве Патріс Домінгес | 6–1, 6–4                |
|                                       |                             |                         |